# 8853 Gerdlehmann
8853 Gerdlehmann eller 1991 GC10 är en asteroid i huvudbältet som upptäcktes den 9 april 1991 av den tyske astronomen Freimut Börngen vid Tautenburg-observatoriet. Den är uppkallad efter den tyske amatörastronomen Gerhard Lehmann.
Den tillhör asteroidgruppen Duponta.